# Храм на честь Собору славних і всехальних 12-ти апостолів ПЦУ м. Деражня
У місті Деражня Церква була зареєстрована у 2014 році. Перше богослужіння було проведене 28 грудня 2014 року священником Петром Байдою в орендованому приміщенні. Церква носить ім’я Дванадцяти апостолів. У 2016 році по клопотанню священника і прихожан для проведення служб було виділено старовинне приміщення початку ХХ століття - особняк адвоката Периторіна (Гершгоріна).
У 2018 році рішенням сесії міської ради на будівництво храму була виділена земельна ділянка. Цього ж року архієрей Православної церкви України, митрополит Хмельницький та Кам'янець-Подільський Антоній освятив наріжний камінь та ділянку під забудову. Будівництвом храму опікується Благочинний Деражнянського району Хмельницької єпархії ПЦУ Митрофорний протоієрей о.Петро Байда. 

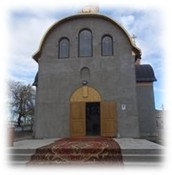

Перше богослужіння в новозбудованому храмі відбулося на честь Воскресіння Христового 20 квітня 2025 року.